# Male (peuple d'Afrique)
Pour les articles homonymes, voir Male.
Les Male sont une population d'Afrique de l'Est vivant au sud-ouest de l'Éthiopie.

## Ethnonymie
Selon les sources et le contexte, on rencontre plusieurs formes : Maale, Males, Malle.

## Population
En Éthiopie, lors du recensement de 2007 portant sur une population totale de 73 750 932 personnes, 97 925 se sont déclarées « Malie ».

## Langues
Ils parlent le male, une langue omotique, dont on a dénombré 53 800 locuteurs lors du recensement de 1998. L'amharique est également utilisé.